# 水島藤一郎
水島 藤一郎（みずしま とういちろう、1947年2月23日 - ）は日本の実業家。過去に、三井住友銀行副頭取を経て、初代独立行政法人年金・健康保険福祉施設整理機構理事長、日本年金機構理事長を務めた。現在はTMI総合法律事務所顧問、（独）地域医療機能推進機構顧問、シップヘルスケアホールディングス㈱監査役等に就任している。

## 人物
神奈川県出身。神奈川県立平塚江南高等学校を経て、1969年一橋大学法学部を卒業し、三井銀行に入行する。1997年さくら銀行取締役法人部長、2000年さくら銀行常務執行役員、2001年三井住友銀行常務取締役兼常務執行役員、2004年三井住友銀行副頭取をそれぞれ務める。信賞必罰の人事采配で「鬼軍曹」と称された。
三井住友銀行顧問を経て、2005年に独立行政法人年金・健康保険福祉施設整理機構の初代理事長に就任し、厚生年金会館、厚生年金休暇センター、厚生年金老人ホームなどの売却にあたった。就任に際して「独法の枠にとらわれず、民間の発想、手法で施設売却に取り組む」と抱負を述べた。売却価値を高めるため、民間への管理委託を進める方針を決め、第1段として社会保険京都健康づくりセンターの管理運営を東京建物に委託し、東京建物はレジーナ京都として運営した。オープニングセレモニーで東京建物会長の南敬介とともに挨拶した。2012年に、廃止を予定していた健康保険鳴門病院と健康保険鳴門看護専門学校を13億円あまりで徳島県に売却し、飯泉嘉門徳島県知事と契約書に調印した。在任中に、出資された福祉施設等300施設を全てを2158億円で売却し出資額を184億円上回った。
2011年6月に成立した独立行政法人年金・健康保険福祉施設整理機構法の一部改正により、病院の設置運営を行う独立行政法人地域医療機能推進機構に改組されることが決まったことを受け、2012年退任した。
2013年（平成25年）1月、日本年金機構理事長に就任。2021年（令和3年）4月時点で就任5期目。非営利組織における経営理念として、現場実務を何よりも重視。着任早々、年金記録問題への対応に精力的に取り組むとともに、時効特例給付や振替加算といった旧社会保険庁時代に端を発した事案の収束にあたる。
その後、2015年（平成27年）に発生した不正アクセスによる情報流出事案を契機に、71項目に及ぶ再生プロジェクトを立ち上げ、旧社会保険庁時代からの旧態依然とした体制の抜本的改善に着手。「自ら考え、自ら改革」「現場重点主義」「制度を実務に」といったコンセプトを次々に打ち出し、旧社会保険庁時代に問題視されたいわゆる三層構造の解消に尽力した。
問題事案への対処を着実に行う一方、国民年金や厚生年金保険の適用・徴収・給付といった基幹業務の実績向上にも着実に取り組み、国民年金保険料の現年度納付率は着任後１１年連続上昇し、着任時現年度で５８％まで落ち込んだ納付率は最終納付率で８０％まで上昇した。また、未適用事業所の徹底した適用、正確な年金給付の実践など、自身が実務を知ることを徹底し、実務に基づいた施策を次々と実践。
再生プロジェクトを3年間で集中的にやり遂げた後、令和元年度からの機構の第3期中期計画を「未来づくり計画」と位置づけ、日本年金機構が国民のために存在するという原点に立ち返った施策を推進した。
2023年（令和5年）末日本年金機構理事長を退任した。在任期間は11年に及んだ。退任後、TMI綜合法律事務所顧問などの役職に就任。
2024年（令和6年）11月、旭日重光章を受章した。